# يحيى بن خلدون
يحيى بن خلدون هو أبو زكريا يحيى بن محمَّد بن خلدون وأخو و توأم عبد الرحمن ابن خلدون، كان يحيى بن خلدون من أفاضل العلماء وأعيان الأدباء الشعراء ورئيس الكتبة والإنشاء بتلمسان، ألَّف «بغية الرواد في ذكر الملوك من بني عبد الواد»، وكانت له مكانة هامة لدى البلاط الزياني توفي سنة 788هجري مقتولا بسبب الفتنة بين الأميرين الزيانيين ابني أبي حمو الأمير أبي زيان حاكم وهران والأمير أبي تشفين، الذي كان هو الآخر يتطلع لحكم هذه المدينة، غير أن أبا حمو كان يماطل أبا تشفين، فظن أبو تشفين أن هذه المماطلة سببها يحيى بن خلدون، فدبّر له مكيدة وأوعز إلى يوسف بن يخلف صاحب الشرطة الزيانية، فتربص به هذا الأخير وقتله عندما خرج من قصر الأمير أبي حمو في ليلة من ليالي رمضان 

## نسبه
يحي بن محمد بن محمد بن محمد بن الحسن بن محمد بن جابر بن محمد بن إبراهيم بن عبد الرحمن بن خلدون المكنى بأبي زكريا. أصل هذا البيت من إشبيلية انتقل عند الجلاء و غلب ملك الجلالقة ابن أدفونش عيها إلى تونس في أواسط المائة السابعة, و نسبه في حضرموت إلى وائل بن حجر.

## حياته
يحيى ابن خلدون  من مواليد 1332 بتونس ، وتوفي في 1379 تلمسان  هو مؤرخ. وهو شقيق المؤرخ الشهير ابن خلدون.
عاش في عهد حكم بني عبد الواد في تلمسان وملكها أبو حمو موسى الثاني ،
في 1379 ، في ليلة من ليالي رمضان ، اغتيل على يد ابن أبو حمو موسى الثاني أبو تاشفين غيرة منه لأنه كان للموقف الذي عقد يحيى المؤرخ الرسمي للحكم بني عبد الواد 

## أعماله
إن أهم عمل كبير له هو كتاب بغية الرواد في أخبار بني عبد الواد وأيام أبي حمو الشامخة الأطواد. يصف الأحداث المتعلقة سلالة بني عبد الواد ما بين 1236 و1374.